# لی لینگجوان
لی لینگجوان (انگلیسی: Li Lingjuan؛ زادهٔ ۱۰ آوریل ۱۹۶۶) کماندار اهل چین است.